# متلازمة باريس
متلازمة باريس (بالفرنسية: Syndrome de Paris، باليابانية: パリ症候群) هي حالة نفسية يصاب بها البعض عند زيارة باريس نتيجة للصدمة الكبيرة بين ما وجدوا باريس عليه وما كانوا يتوقعون أنها عليه وقد ينتهي الأمر إلى حصول انهيار عقلي أثناء زيارتهم للعاصمة الفرنسية، فمن بين الملايين من السائحين الذي يزورون باريس سنوياً، يصاب بتلك المتلازمة العشرات منهم إذ يعانون تعباً ويضطرون على إثره إلى العودة إلى وطنهم. وتعتبر تجسيداً للصدمة الثقافية التي قد يصاب بها البعض، فباريس مرتبطة في عقولهم بصورة مثالية راقية طالما قاموا برسمها منذ صغرهم نتيجة الأفلام السينمائية الكثيرة التي شاهدوا فيها جمال المدينة وحضارتها العريقة، ولكن عندما يقومون بزيارتها على أرض الواقع يتعرضون لصدمة ثقافية نتيجة مشاهدتهم صورة مغايرة تماماً تتسم بالسرعة والنشاط والحداثة والصخب والضجيج تختلف تماماً عما رسموه في مخيلتهم.

## وصلات خارجية
- "Paris Syndrome," a 2010 short documentary